# Phyllomyza tenebrosa
Phyllomyza tenebrosa är en tvåvingeart som beskrevs av Enrico Adelelmo Brunetti 1924. Phyllomyza tenebrosa ingår i släktet Phyllomyza och familjen sprickflugor. Inga underarter finns listade i Catalogue of Life.